# Agnibesa
Agnibesa is een geslacht van vlinders van de familie spanners (Geometridae), uit de onderfamilie Larentiinae.

## Soorten
- A. pictaria Moore, 1867
- A. plumbeolineata Hampson, 1895
- A. punctilinearia Leech, 1897
- A. recurvilineata Moore, 1888
- A. venusta Warren, 1897